# آنتونی وانگ
آنتونی پِری (انگلیسی: Anthony Perry، زاده ۲ سپتامبر ۱۹۶۱) که در حرفهٔ بازیگری بیشتر با نام وانگ چائو سانگ (黃秋生) یا آنتونی وانگ (به انگلیسی: Anthony Wong) شناخته شده است؛ یک بازیگر، فیلم‌نامه‌نویس و کارگردان فیلم چینی است.
از کارهای معروف او می‌توان بازی در فیلم‌های سرسخت، مومیایی: مقبره امپراتور اژدها، آرماگدون، پلیس‌های جن-وای، ماسک سیاه، چهار، ایپ من: مبارزه نهایی، جکی و خون‌آشامان، ۱۲ مرغابی طلایی و ..... را نام برد.

## فیلم‌شناسی آنتونی وانگ
سینما
| سال  | نام فیلم                      | نقش             | نکته |
| ---- | ----------------------------- | --------------- | ---- |
| ۱۹۸۶ | فردایی بهتر                   |                 |      |
| ۱۹۹۲ | سرسخت                         |                 |      |
| ۱۹۹۲ | فول کنتاکت                    |                 |      |
| ۱۹۹۳ | قهرمان سه‌گانه                 |                 |      |
| ۱۹۹۳ | اعدام کنندگان                 |                 |      |
| ۱۹۹۶ | ماسک سیاه                     |                 |      |
| ۱۹۹۷ | آرماگدون                      |                 |      |
| ۲۰۰۰ | رویارویی                      |                 |      |
| ۲۰۰۰ | پلیس‌های جن-وای                |                 |      |
| ۲۰۰۳ | جکی و خون‌آشامان               | پرادا           |      |
| ۲۰۰۳ | مدالیون                       |                 |      |
| ۲۰۰۵ | خانه خشم                      | تری یوئه سیو بو |      |
| ۲۰۰۶ | پرده رنگی                     |                 |      |
| ۲۰۰۶ | ایزابلا                       |                 |      |
| ۲۰۰۶ | امور دوزخی                    |                 |      |
| ۲۰۰۷ | مخفی                          |                 |      |
| ۲۰۰۷ | خورشید همچنان می‌درخشد         |                 |      |
| ۲۰۰۸ | مومیایی: مقبره امپراتور اژدها |                 |      |
| ۲۰۰۹ | امپراتوری پول                 |                 |      |
| ۲۰۰۹ | انتقام                        |                 |      |
| ۲۰۱۰ | افسانه مشت: بازگشت چن زن      |                 |      |
| ۲۰۱۱ | زن دلاور دریاچه آئینه         |                 |      |
| ۲۰۱۱ | انتقام سفید                   |                 |      |
| ۲۰۱۲ | چهار                          |                 |      |
| ۲۰۱۳ | ایپ من: مبارزه نهایی          |                 |      |
| ۲۰۱۴ | مرغ طلایی ۳                   |                 |      |
| ۲۰۱۵ | ۱۲ مرغابی طلایی               |                 |      |
| ۲۰۱۸ | همچنان انسان                  |                 |      |